# Ljudmyla Kovalenko
Ljudmyla Kovalenko, född 26 juni 1989 i Berditjev, Ukrainska SSR, Sovjetunionen, är en ukrainsk friidrottare som tävlar i långdistanslöpning. 